# Villi Sørensen
Vilhelm „Villi“ Martin Sørensen (* 5. Dezember 1923 in Viðareiði; † 7. Januar 1970) war ein färöischer Lehrer, Journalist und Politiker der Javnaðarflokkurin (JF), der unter anderem von 1968 bis zu seinem Tode 1970 Minister für Verkehr und Fischerei in der Landesregierung Kristian Djurhuus III war.

## Leben
Vilhelm „Villi“ Martin Sørensen, Sohn von Malena Elisabeth und Sørin Sørensen, war als Journalist tätig und war von 1950 bis 1968 Redakteur und Herausgeber von „Sosialurin“, der Parteizeitung der sozialdemokratischen Javnaðarflokkurin (JF). Er absolvierte zudem ein Studium am Färöischen Lehrerseminar (Føroya Læraraskúli), welches er 1954 beendete. Im Anschluss unterrichtete er zwischen 1955 und 1970 als Lehrer in Klaksvík.
Am 19. November 1968 wurde Villi Sørensen als Minister für Verkehr und Fischerei in die Landesregierung Kristian Djurhuus III berufen und bekleidete dieses Ministeramt bis zu seinem Tode am 7. Januar, woraufhin Atli Pætursson Dam am 9. März 1970 seine Nachfolge antrat.